# Валя (Муреш)
Валя (рум. Valea) — село у повіті Муреш в Румунії. Входить до складу комуни Вергата.
Село розташоване на відстані 257 км на північний захід від Бухареста, 18 км на схід від Тиргу-Муреша, 94 км на схід від Клуж-Напоки, 118 км на північний захід від Брашова.

## Населення
За даними перепису населення 2002 року у селі проживали 650 осіб.
Національний склад населення села:
| Національність | Кількість осіб | Відсоток |
| -------------- | -------------- | -------- |
| угорці         | 582            | 89,5%    |
| цигани         | 68             | 10,5%    |

Рідною мовою назвали:
| Мова      | Кількість осіб | Відсоток |
| --------- | -------------- | -------- |
| угорська  | 587            | 90,3%    |
| циганська | 63             | 9,7%     |